# قانون اصلاح قانون مبارزه با پول‌شویی
قانون اصلاح قانون مبارزه با پول‌شویی قانونی است که در سال ۱۳۹۷ توسط مجلس شورای اسلامی به تصویب رسید. این قانون در واقع اصلاحیه‌ای بر قانون مبارزه با پول‌شویی به منظور پیوستن ایران به گروه ویژه اقدام مالی است. این مصوبه پس از تأیید توسط شورای نگهبان، تبدیل به قانون می‌شد ولی این شورا با طرح ایراداتی به این مصوبه از تأیید آن خودداری کرد و با اصرار نمایندگان مجلس شورای اسلامی بر مصوبه خود، موضوع برای رفع اختلاف به تعیین تکلیف نهایی به صحن مجمع تشخیص مصلحت نظام فرستاده شد و در نهایت این مجمع در ۱۵ دی ۱۳۹۷، مصوبه مجلس در اصلاح قانون مبارزه با پولشویی را تصویب کرده‌است. نمایندگان مجلس شورای اسلامی در نشست علنی (سه‌شنبه، ۳۱ اردیبهشت) قوه مقننه با یک فوریت لایحه الحاق یک تبصره به ماده (۶) قانون مبارزه با پولشویی با ۱۴۷ رأی موافق، ۵۳ رأی مخالف و ۶ رأی ممتنع از مجموع ۲۲۷ نماینده حاضر در جلسه موافقت کردند.

## رأی نمایندگان مجلس
| موضوع رأی‌گیری       | تاریخ            | موافق            | مخالف            | ممتنع           | عدم مشارکت      | نتیجه     |
| ------------------- | ---------------- | ---------------- | ---------------- | --------------- | --------------- | --------- |
| کلیات لایحه         | ۱۸ اردیبهشت ۱۳۹۷ | ۱۳۹ از ۲۲۵ (۶۲٪) | ۵۵ از ۲۲۵ (۲۴٪)  | ۲ از ۲۲۵ (۰٫۹٪) | ۲۹ از ۲۲۵ (۱۳٪) | تصویب شد  |
| رأی‌گیری علنی ماده‌ها | ۲۳ اردیبهشت ۱۳۹۷ | ۶۸ از ۲۲۷ (۳۰٪)  | ۱۲۲ از ۲۲۷ (۵۴٪) | ۹ از ۲۲۷ (۴٪)   | ۲۸ از ۲۲۷ (۱۲٪) | تصویب نشد |